# Maplesville (Alabama)
Maplesville é uma cidade  localizada no estado americano do Alabama, no Condado de Chilton.

## Demografia
Segundo o censo americano de 2000, a sua população era de 672 habitantes.
Em 2006, foi estimada uma população de 685, um aumento de 13 (1.9%).

## Geografia
De acordo com o United States Census Bureau, a localidade tem uma área de 8,6 km², dos quais 8,5 km² cobertos por terra e 0,1 km² cobertos por água.

## Localidades na vizinhança
O diagrama seguinte representa as localidades num raio de 40 km ao redor de Maplesville.